# Các nhà thờ chính tòa ở Tây Ban Nha

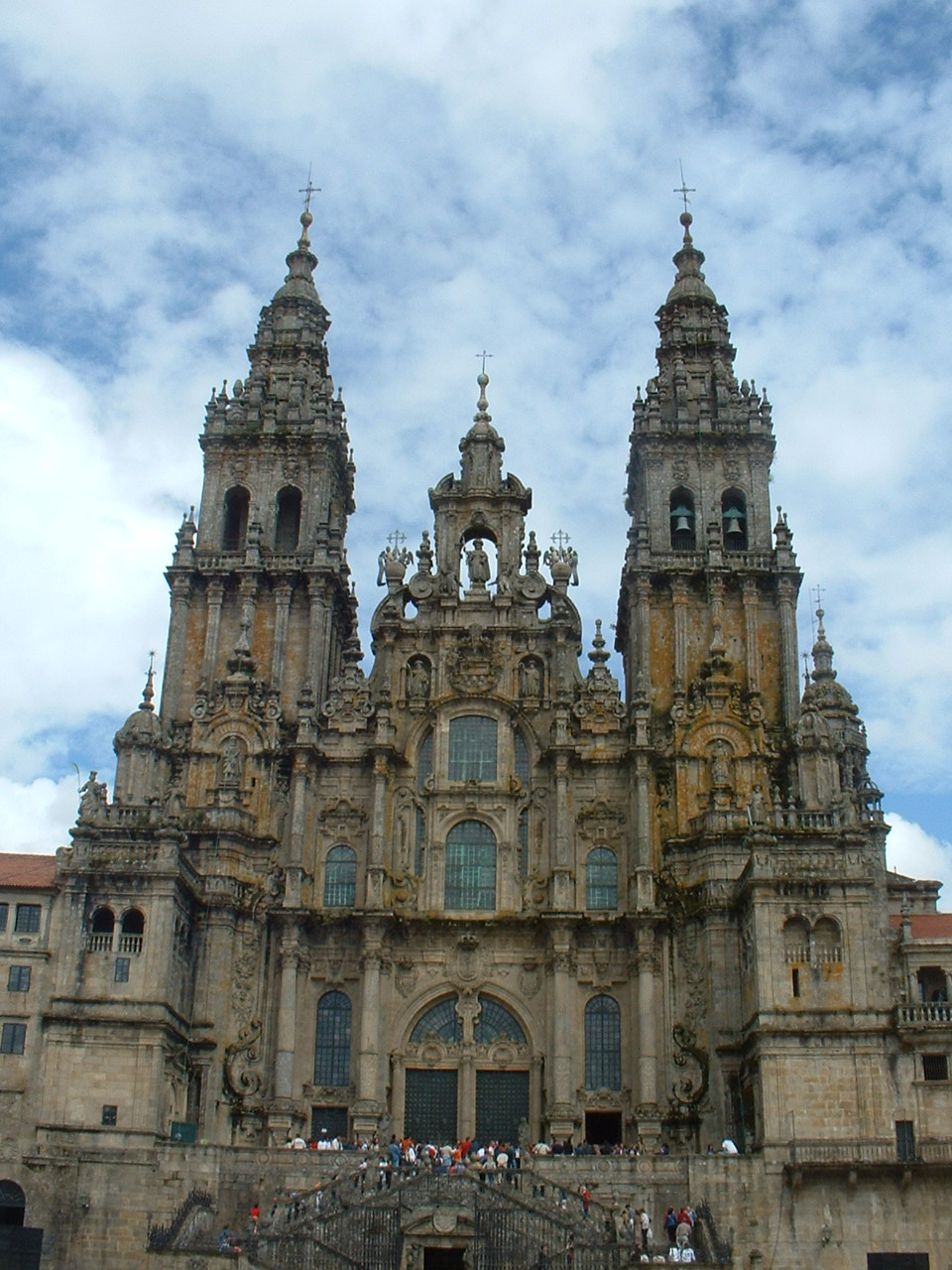
Nhà thờ chính tòa Santiago de Compostela là một trong những nơi được viếng thăm nhiều nhất ở Tây Ban Nha

Nhà thờ chính tòa ở Tây Ban Nha là các nhà thờ đặt ngai tòa của giám mục các giáo phận ở Tây Ban Nha và là một phần quan trọng trong Di sản Lịch sử quốc gia tùy theo giá trị kiến trúc, lịch sử tôn giáo lớn lao.

## Danh sách nhà thờ chính tòa

### Công giáo Roma
| Nhà thờ chính tòa                                      | Tước hiệu cung hiến        | Giáo phận                                                  |
| ------------------------------------------------------ | -------------------------- | ---------------------------------------------------------- |
| Tổng giáo phận Barcelona                               |                            |                                                            |
| Nhà thờ chính tòa Barcelona                            | Eulalia thành Barcelona    | Tổng Giáo phận Barcelona                                   |
| Nhà thờ chính tòa Sant Feliu de Llobregat              | Thánh Lôrensô              | Giáo phận công giáo Roma Sant Feliu de Llobregat           |
| Nhà thờ chính tòa Terrassa                             | Chúa Thánh Linh            | Giáo phận công giáo Roma Terrassa                          |
| Sagrada Família của Barcelona                          | Thánh Gia                  | –                                                          |
| Tổng giáo phận Burgos                                  |                            |                                                            |
| Nhà thờ chính tòa Burgos                               | Maria                      | Tổng Giáo phận Burgos, Tây Ban Nha                         |
| Nhà thờ chính tòa Bilbao                               | Giacôbê, con của Zêbêđê    | Giáo phận công giáo Roma Bilbao                            |
| Nhà thờ chính tòa Palencia                             | Antoninus thành Pamiers    | Giáo phận công giáo Roma Palencia                          |
| Nhà thờ chính tòa Burgo de Osma                        | Đức Mẹ Lên Trời            | Giáo phận công giáo Roma Osma-Soria                        |
| Co-Nhà thờ chính tòa San Pedro, Soria                  | Thánh Phêrô                | Giáo phận Osma-Soria                                       |
| Nhà thờ chính tòa Santa María de Vitoria               | Maria                      | Giáo phận Vitoria, Tây Ban Nha                             |
| Nhà thờ chính tòa San Sebastián                        | Chúa Chiên Lành            | Giáo phận công giáo Roma San Sebastián                     |
| Tổng giáo phận Granada                                 |                            |                                                            |
| Nhà thờ chính tòa Granada                              | Đức Mẹ Incarnation         | Tổng Giáo phận Granada                                     |
| Nhà thờ chính tòa Almería                              | Đức Mẹ Incarnation         | Giáo phận Almería                                          |
| Nhà thờ chính tòa Guadix                               | Đức Mẹ Incarnation         | Giáo phận Guadix                                           |
| Nhà thờ chính tòa Jaén                                 | Đức Mẹ Lên Trời            | Giáo phận Jaén                                             |
| Nhà thờ chính tòa Málaga                               | Đức Mẹ Lên Trời            | Giáo phận Málaga                                           |
| Nhà thờ chính tòa Murcia                               | Maria                      | Giáo phận Cartagena, Spain                                 |
| Nhà thờ chính tòa Cartagena                            | Maria                      | Diocese de Cartagena                                       |
| Tổng giáo phận Madrid                                  |                            |                                                            |
| Nhà thờ chính tòa Almudena                             | Đức Mẹ Almudena            | Tổng Giáo phận Madrid                                      |
| Nhà thờ chính tòa Alcalá de Henares                    | Thánh Justus và Pastor     | Giáo phận Alcalá de Henares                                |
| Nhà thờ chính tòa Getafe                               | Maria Madalena             | Giáo phận Getafe                                           |
| Justo Gallego Martínez                                 | chưa cung hiến             | –                                                          |
| Tổng giáo phận Mérida-Badajoz                          |                            |                                                            |
| Nhà thờ chính tòa Badajoz                              | Gioan Baotixita            | Tổng Giáo phận Mérida, Tây Ban Nha–Badajoz                 |
| ConNhà thờ chính tòa Caceres                           | Maria                      | Giáo phận Coria (Spain)–Cáceres, Tây Ban Nha               |
| Nhà thờ chính tòa Coria                                | Đức Mẹ Lên Trời            | Giáo phận Coria-Caceres                                    |
| Co-Nhà thờ chính tòa Saint Mary Major, Mérida          | Maria                      | Giáo phận Mérida-Badajoz                                   |
| New Nhà thờ chính tòa Plasencia                        |                            | Giáo phận Plasencia                                        |
| Old Nhà thờ chính tòa Plasencia                        | Maria                      | Giáo phận Plasencia                                        |
| Tổng giáo phận Oviedo                                  |                            |                                                            |
| Nhà thờ chính tòa Oviedo                               | Chúa Cứu Thế               | Tổng Giáo phận Oviedo                                      |
| Nhà thờ chính tòa Astorga                              | Maria                      | Giáo phận Astorga, Tây Ban Nha                             |
| Nhà thờ chính tòa León                                 | Maria                      | Giáo phận León, Tây Ban Nha                                |
| Nhà thờ chính tòa Santander                            | Đức Mẹ Lên Trời            | Giáo phận Santander, Cantabria                             |
| Tổng giáo phận Pamplona y Tudela                       |                            |                                                            |
| Nhà thờ chính tòa Pamplona                             | Maria                      | Tổng Giáo phận Pamplona                                    |
| Nhà thờ chính tòa Calahorra                            | Maria                      | Giáo phận Calahorra và Santo Domingo de la Calzada–Logroño |
| Santo Domingo de la Calzada Cathedral                  | Dominic de la Calzada      | Giáo phận Calahorra và La Calzada-Logroño                  |
| Nhà thờ chính tòa Jaca                                 | Thánh Phêrô                | Giáo phận Jaca                                             |
| Co-Nhà thờ chính tòa Santa María de la Redonda         | Maria                      | Giáo phận Calahorra và La Calzada-Logroño                  |
| Nhà thờ chính tòa San Sebastián                        | Maria                      | Giáo phận San Sebastián                                    |
| Nhà thờ chính tòa Tudela                               | Maria                      | Giáo phận Tudela, Navarre                                  |
| Tổng giáo phận Santiago de Compostela                  |                            |                                                            |
| Nhà thờ chính tòa Santiago de Compostela               | Giacôbê, con của Zêbêđê    | Tổng Giáo phận Santiago de Compostela                      |
| ConNhà thờ chính tòa Ferrol                            | Julian thành Antioch       | Giáo phận Mondoñedo–Ferrol, Tây Ban Nha                    |
| Nhà thờ chính tòa Lugo                                 | Maria                      | Giáo phận Lugo                                             |
| Nhà thờ chính tòa Mondoñedo                            | Maria                      | Giáo phận Mondoñedo-Ferrol                                 |
| Nhà thờ chính tòa Ourense                              | Martín thành Tours         | Giáo phận Ourense                                          |
| Cathedral de Tui                                       | Maria                      | Giáo phận Tui, Galicia–Vigo                                |
| ConNhà thờ chính tòa Vigo                              | Maria                      | Diócesis của Tui-Vigo                                      |
| Tổng giáo phận Seville                                 |                            |                                                            |
| Nhà thờ chính tòa Sevilla                              | Maria                      | Tổng Giáo phận Sevilla                                     |
| Nhà thờ chính tòa Cádiz                                | Thánh Giá                  | Giáo phận Cádiz và Ceuta                                   |
| Ceuta Cathedral                                        | Đức Mẹ Lên Trời            | Giáo phận Cádiz và Ceuta                                   |
| Nhà thờ chính tòa Huelva                               | Đức Bà Thương Xót          | Giáo phận Huelva                                           |
| Mosque–Nhà thờ chính tòa Córdoba                       | Maria                      | Giáo phận Córdoba, Tây Ban Nha                             |
| Nhà thờ chính tòa Jerez de la Frontera                 | Chúa Cứu Thế               | Giáo phận Jerez de la Frontera                             |
| Nhà thờ chính tòa La Laguna                            | Đức Mẹ Los Remedios        | Giáo phận San Cristóbal de La Laguna                       |
| Nhà thờ chính tòa Las Palmas                           | Thánh Anna                 | Giáo phận Quần đảo Canaria                                 |
| Tổng giáo phận Tarragona                               |                            |                                                            |
| Tarragona Cathedral                                    | Maria                      | Tổng Giáo phận Tarragona                                   |
| Nhà thờ chính tòa Girona                               | Maria                      | Giáo phận Girona                                           |
| La Seu Vella, Lleida                                   | Maria                      | Giáo phận Lleida                                           |
| Nhà thờ chính tòa Roda de Isábena                      | Vinh Sơn thành Saragossa   | Giáo phận Lleida                                           |
| Nhà thờ chính tòa Solsona                              | Maria                      | Giáo phận Solsona, Lleida                                  |
| Tortosa Cathedral                                      | Maria                      | Giáo phận Tortosa                                          |
| Nhà thờ chính tòa La Seu d'Urgell                      | Maria                      | Giáo phận County của Urgell                                |
| Nhà thờ chính tòa Vic                                  | Thánh Phêrô                | Giáo phận Vic                                              |
| Tổng giáo phận Toledo                                  |                            |                                                            |
| Nhà thờ chính tòa Toledo                               | Maria                      | Tổng Giáo phận Toledo, Tây Ban Nha                         |
| Nhà thờ chính tòa Albacete                             | Gioan Baotixita            | Giáo phận Albacete                                         |
| Ciudad Real Cathedral                                  | Đức Mẹ Prado               | Giáo phận Ciudad Real                                      |
| Nhà thờ chính tòa Cuenca                               | Maria và Julian của Cuenca | Giáo phận Cuenca, Tây Ban Nha                              |
| Co-Nhà thờ chính tòa Santa María de la Fuente la Mayor | Maria                      | Giáo phận Sigüenza–Guadalajara, Tây Ban Nha                |
| Nhà thờ chính tòa Sigüenza                             | Maria                      | Giáo phận Sigüenza-Guadalajara                             |
| Tổng giáo phận Valencia                                |                            |                                                            |
| Nhà thờ chính tòa Valencia                             | Maria                      | Tổng Giáo phận Valencia, Tây Ban Nha                       |
| Concatedral de San Nicolás, Alicante                   | Nicôla thành Myra          | Giáo phận Orihuela–Alicante                                |
| Castelló Cathedral                                     | Maria                      | Giáo phận Segorbe–Castellón de la Plana                    |
| Ibiza Cathedral                                        | Maria                      | Giáo phận Ibiza                                            |
| Palma Cathedral                                        | Maria                      | Giáo phận Mallorca                                         |
| Nhà thờ chính tòa Minorca                              | Maria                      | Giáo phận Menorca                                          |
| Orihuela Cathedral                                     | Chúa Cứu Thế               | Giáo phận Orihuela-Alicante                                |
| Nhà thờ chính tòa Segorbe                              | Maria                      | Giáo phận Segorbe-Castellón                                |
| Tổng giáo phận Valladolid                              |                            |                                                            |
| Nhà thờ chính tòa Valladolid                           | Đức Mẹ Lên Trời            | Tổng Giáo phận Valladolid                                  |
| Nhà thờ chính tòa Ávila                                | Chúa Cứu Thế               | Giáo phận Ávila                                            |
| Nhà thờ chính tòa Ciudad Rodrigo                       | Maria                      | Giáo phận Ciudad Rodrigo                                   |
| New Cathedral, Salamanca                               | Đức Mẹ Lên Trời            | Giáo phận Salamanca                                        |
| Old Cathedral, Salamanca                               | Maria                      | Giáo phận Salamanca                                        |
| Nhà thờ chính tòa Segovia                              | Maria                      | Giáo phận Segovia                                          |
| Nhà thờ chính tòa Zamora                               | Chúa Cứu Thế               | Diocese de Zamora, Tây Ban Nha                             |
| Tổng giáo phận Zaragoza                                |                            |                                                            |
| Nhà thờ chính tòa La Seo                               | Chúa Cứu Thế               | Tổng Giáo phận Zaragoza                                    |
| Nhà thờ chính tòa Albarracín                           | Chúa Cứu Thế               | Giáo phận Teruel và Albarracín                             |
| Nhà thờ chính tòa Barbastro                            | Đức Mẹ Lên Trời            | Giáo phận Barbastro–Monzón                                 |
| Nhà thờ chính tòa Huesca                               | Maria                      | Giáo phận Huesca                                           |
| Nhà thờ chính tòa Monzón                               | Maria                      | Giáo phận Barbastro-Monzón                                 |
| Nhà thờ chính tòa Tarazona                             | Đừc Mẹ Huerta              | Giáo phận Tarazona                                         |
| Nhà thờ chính tòa Teruel                               | Maria                      | Giáo phận Teruel và Albarracín                             |
| Vương cung thánh đường Đức Mẹ Cột Trụ                  | Đức Mẹ Cột Trụ             | –                                                          |

### Anh giáo

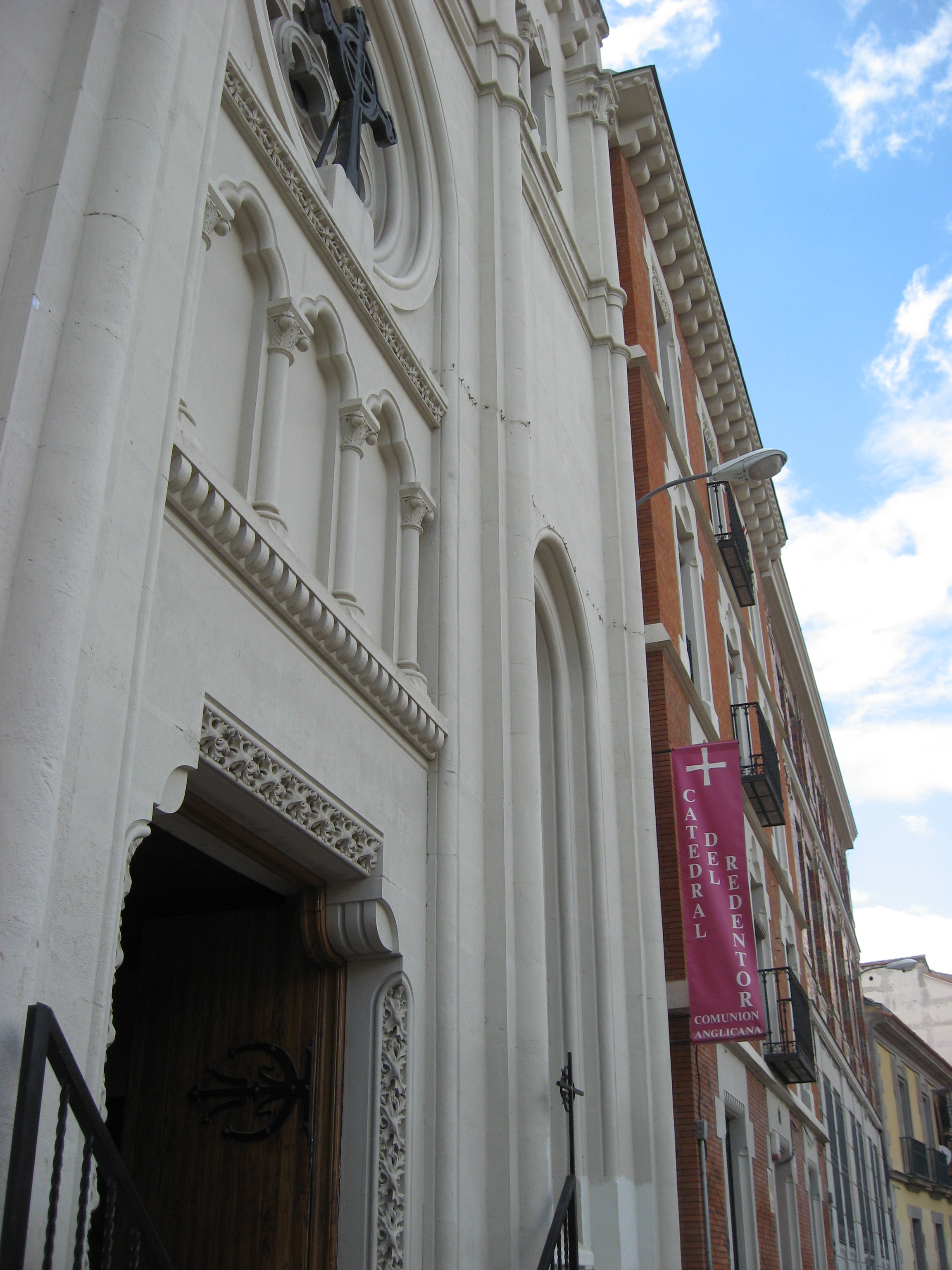
Cảnh bên ngoài nhà thờ chính tòa Redeemer.

Các nhà thờ Tân giáo cải cách Tây Ban Nha:
- Nhà thờ chính tòa Redeemer ở Madrid[1]

### Chính Thống giáo Đông phương
Các nhà thờ chính tòa Ecumenical Patriarchate của Constantinople:
- Nhà thờ chính tòa Apostle Andrew và Thánh Dimitrios ở Madrid

Các nhà thờ chính tòa Chính Thống giáo Đông phương Romania:
- Nhà thờ chính tòa Romania ở Madrid (đang xây dựng)